# Jurinella crossi
Jurinella crossi är en tvåvingeart som först beskrevs av Blanchard 1942.  Jurinella crossi ingår i släktet Jurinella och familjen parasitflugor. Inga underarter finns listade i Catalogue of Life.